# کاندباری
کاندباری (به لاتین: Khandbari) یک شهرداری در نپال است که در بخش سانکوواسابا واقع شده‌است. کاندباری ۲۶٬۳۰۱ نفر جمعیت دارد.